# 多布羅加的塞爾柱人
多布羅加的塞爾柱人，是指13世紀時期定居在保加利亚和羅馬尼亞之間多布羅加地區的塞爾柱人。

## 背景
立國於安納托利亞的魯姆蘇丹國在1243年的克塞山戰役中被蒙古帝国將軍拜住擊敗後，在本世紀所剩的時間裡，塞爾柱人建立的魯姆蘇丹國國勢開始衰弱並淪落為蒙古帝國的附庸。當蘇丹凱霍斯魯二世去世之後，蒙古人於1257年將塞爾柱人的土地劃分為兩部分，分別交給凱霍斯魯的兩個兒子凱考斯二世和基利傑阿爾斯蘭四世管理，而迫於蒙古人的壓力，凱考斯須服從他弟弟基利傑阿爾斯蘭的指揮。儘管凱考斯奮力掙扎試圖反抗蒙古人的統治，但他仍不得不在1262年從安塔利亚港口帶著大批塞爾柱人支持者流亡至拜占庭帝国的領土。

## 定居多布羅加

淺綠色為東歐的羅馬尼亞與保加利亚，深綠色部分為塞爾柱人居住的多布羅加地區

此時剛從拉丁帝国手中奪回君士坦丁堡的拜占庭皇帝米海尔八世雖然在權衡利弊下選擇與蒙古人的伊兒汗國結盟，而非支持凱考斯復位，不過米海爾八世仍為凱考斯提供政治上的庇護，並將跟隨凱考斯到來的大批塞爾柱人安置在保加利亞瓦爾納至多瑙河河口之間的地區，當地日後被稱為多布羅加。後來凱考斯在陰謀發起對拜占庭帝國的叛亂失敗後，其再度逃往當時欽察汗國統治下的克里米亚居住，而凱考斯二世的追隨者們在此之後依舊留居在分配給他們的土地上，托缽僧薩里·薩爾蒂克成為他們的新領導人，他的陵墓位於今日羅馬尼亞的巴巴達格 。

## 結局
1307年，在伊傑·哈利勒（Ece Halil）的領導下，一部分的多布羅加塞爾柱人回到安納托利亞。返鄉後的他們定居在安納托利亞西北部卡拉斯王朝的領地內，卡拉斯王朝後來被鄂圖曼帝國併吞。而其餘留在多布羅加的塞爾柱人族裔，在保有自己語言的同時，他們逐漸皈依基督教，並在保加利亚第二帝国統治下擁有一定的政治獨立性，塞爾柱人於多布羅加的小公國一直維持到1417年被鄂圖曼帝國征服為止。他們被認為是現代加告茲人的祖先，而加告茲人的族名則有可能是源自凱考斯二世名字的遙遠回憶。（此項說法為加告茲人的起源理論之一）